# Zobnatičko jezero
Zobnatičko jezero se nalazi pored Bačke Topole i njegova voda je među čistijim u Vojvodini. Pruža izuzetne turističke mogućnosti za celo ovo područje. U blizini jezera nalazi se vetrenjača koja posetiocima pruža izuzetan ugođaj. Zobnatica pruža stanište retkim vrstama vodozemaca, gmizavaca i sisara, a svoj dom je ovde pronašlo 148 vrsta ptica od čega 75 gnezdarice. Ljubitelji lova na području Zobnatice mogu da uživaju u svojoj aktivnosti na lovištu površine 2.537 hektara, a za ljubitelje ribolova tu se nalazi jedno od jezera najbogatijih ribom u Vojvodini površine 250 hektara.
Turistički kompleks Zobnatice čini nekadašnje imanje porodice Terleeva koje je 1882. godine izgradio vlastelin Đula Terleeva. Imanje čini dvorac Zobnatica i kula osmatračnica. Zobnatica je poznata po ergeli koja je osnovana 1779. godine. Celokupni kompleks ergele sadrži konjušnicu sa oko 100 grla engleske punokrvne rase, hipodrom i druge terene za jahanje i treninge.